# Tvåögd spegelreflexkamera

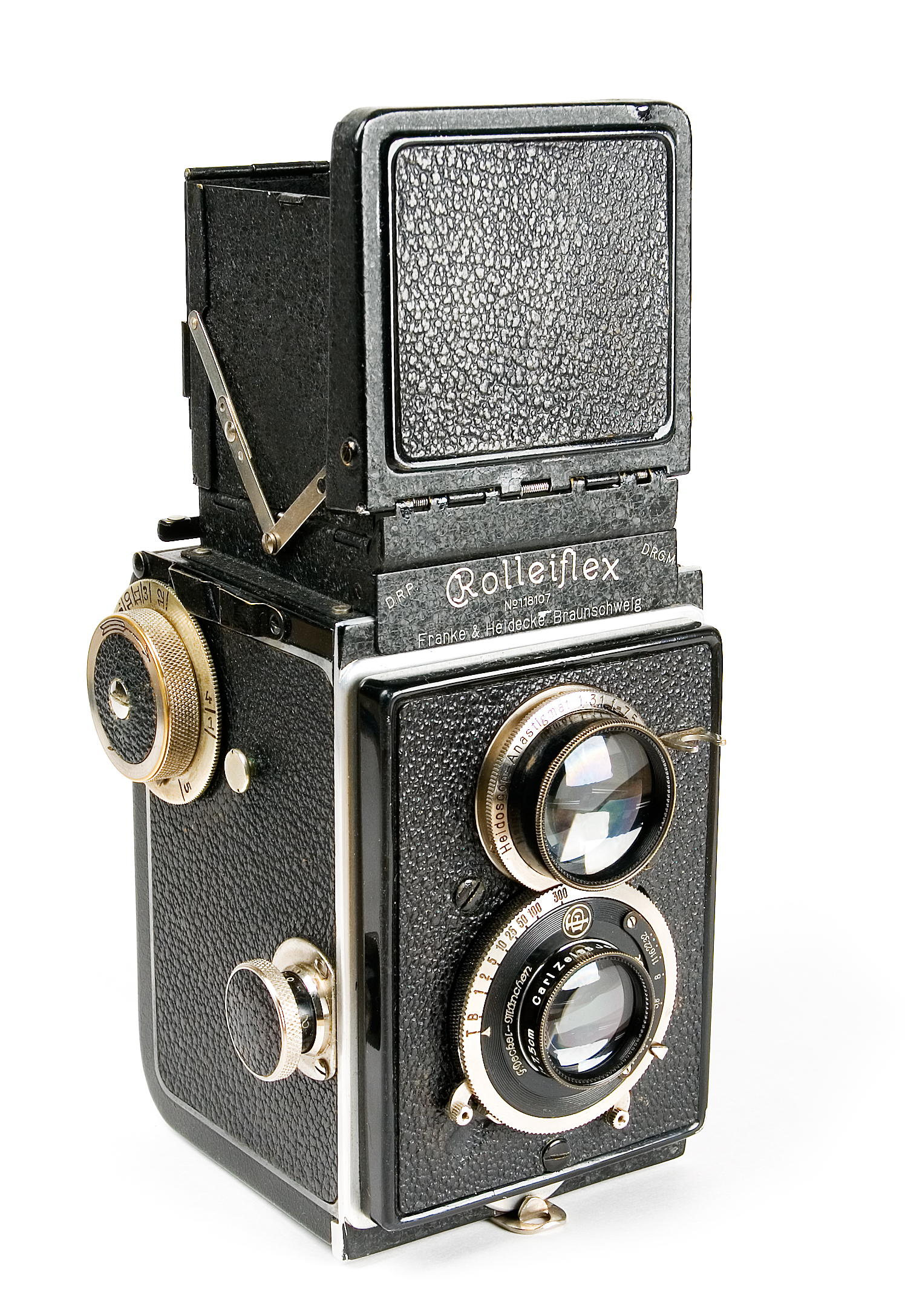
Den första Rolleiflex lanserades 1928.

Tvåögd spegelreflexkamera, (TLR (twin-lens reflex camera)), är en kameratyp med två objektiv, i moderna tid vanligen placerade över varandra. Genom det ena (övre) ställer fotografen in skärpan, i det andra sker exponeringen. 
Kameratypen har funnits sedan fotografins barndom i mitten av 1800-talet men fick sitt verkliga genombrott med Rolleiflex (1928) och Rolleicord. Under kameratypens storhetstid fram till 1960-talet gjorde många andra tillverkare egna versioner, till exempel Yashica och Mamiya.
De allra flesta kameror av denna typ är för mellanformat för 120-film eller 220-film. Numera är enögda spegelreflexkameror mycket vanligare.